# Встреча с Горбачёвым
«Встреча с Горбачёвым» (англ. Meeting Gorbachev) — документальный фильм, снятый режиссёрами Вернером Херцогом и Андре Сингером. Премьера состоялось на Международном кинофестивале в Теллуриде в США 1 сентября 2018 года. В России фильм вышел 	5 декабря 2019 года.

## Сюжет
Вернер Херцог исследует биографию и политическую карьеру первого и последнего президента СССР Михаила Горбачёва. Особое внимание уделяется международной деятельности политика — усилиям по разоружению и налаживанию отношений с западными странами. Для фильма Херцог в течение полугода провёл и записал три интервью с Горбачёвым. Кроме того, своими воспоминаниями и соображениями о событиях прошлого делятся бывшие американские госсекретари Джордж Шульц и Джеймс Бейкер, последний премьер-министр коммунистической Венгрии Миклош Немет, сотрудник правительства ФРГ Хорст Тельчик, польский политик Лех Валенса.